# Табатабаи, Мохаммад Амин
Мохаммад Амин Табатабаи (перс. محمدامین طباطبایی‎; род. 5 февраля 2001) — иранский шахматист, гроссмейстер (2020).

## Биография
Представлял Иран на чемпионатах мира и Азии по шахматам среди юношей. В 2009 году Мохаммад Амин Табатабаи завоевал бронзу чемпионата мира среди юношей по шахматам в возрастной группе до 8 лет. В 2014 году он завоевал титул чемпиона Азии среди юношей по шахматам и титул вице-чемпиона мира среди юношей по шахматам в возрастной группе до 14 лет. Мохаммад Амин Табатабаи трижды представлял Иран на командных чемпионатах мира по шахматам в возрастной группе до 16 лет, где завоевал золотую (2015 г.) и 2 бронзовые (2014, 2017 гг.) медали в командном зачете, а также 2 золотые (2014, 2015 гг.) и серебряную медали. (2017 г.) медали в личном рейтинге.
В 2018 году он занял второе место в личном чемпионате Азии по шахматам. Дважды участвовал в Кубке мира ФИДЕ по шахматам (2019, 2021). Наилучшего результата добился в Кубке мира по шахматам в 2021 году, когда вышел в четвертьфинал, где уступил российскому гроссмейстеру Владимиру Федосееву.
В ноябре 2021 года в Риге Мохаммад Амин Табатабаи занял 51-е место на турнире «Большая швейцарка ФИДЕ».
За успехи в турнирах ФИДЕ присвоила Мохаммаду Амину Табатабаи звание международного мастера (IM) в 2015 году и международного гроссмейстера (GM) в 2018 году.

## Изменения рейтинга
| Графики недоступны из-за технических проблем. См. информацию на Фабрикаторе и на mediawiki.org. |